# 1572 год в науке
В 1572 году произошли  различные научные и технологические события, некоторые из которых представлены ниже.

## События
- Тихо Браге начинает исследование вспыхнувшей 9 ноября в созвездии Кассиопеи яркой сверхновой звезды, в наши дни обозначаемой как SN 1572 или «сверхновая Тихо Браге»[1].
- Рафаэль Бомбелли в посмертно изданной «Алгебре» раскрыл правила действий с мнимыми числами и показал их практическую полезность[2].

## Родились
- 25 ноября — Даниил Зеннерт, немецкий врач (ум. 1637).
- Иоганн Байер, немецкий астроном (ум. 1625).
- Корнелиус Дреббель, нидерландский изобретатель (ум. 1633).
- Бартоломью Госнольд, английский землепроходец и пират (ум. 1607)[3].

## Скончались
- 26 августа — Пьер де ла Раме, французский учёный (род. 1515). Убит во время «Варфоломеевской ночи».